# Friedrich Wachs
Friedrich Wachs (* 18. Juli 1892 in Elberfeld; † 11. Dezember 1963) war ein deutscher promovierter Diplom-Ingenieur, Chemikalienunternehmer und Präsident der Bergischen Industrie- und Handelskammer Wuppertal-Remscheid.

## Leben und Wirken
Friedrich Wachs ist Sohn des Kaufmanns Friedrich Wachs, dessen Vorfahren aus Waldeck stammten. Er besuchte von 1899 bis 1911 das Realgymnasium Elberfeld. Anschließend absolvierte er bis 1914 eine Kaufmännische Ausbildung in einem Hamburger Exportgeschäft. An der Technischen Hochschule Dresden studierte er ab 1919 und erwarb 1920 den Dipl.-Ing. und promovierte 1921 zum Dr.-Ing. 1920 heiratete er in Dresden Margarete Klimmer. Ab 1922 war er Teilhaber der Chemikalien-Großhandlung Wachs & Asmann in Wuppertal-Barmen, die sein Großvater Friedrich Wachs 1866 gegründet hatte.
Im Mai 1933 wurde Wachs als Mitglied der Vollversammlung der Bergischen Industrie- und Handelskammer Wuppertal-Remscheid (heute Industrie- und Handelskammer Wuppertal-Solingen-Remscheid) gewählt und wurde nach dem Rücktritt von Franz Paul Hager am 30. Juni 1933 zum Präsidenten der Kammer berufen.
Während seiner Präsidentschaft war Wachs Mitglied des Beirats und verschiedener Ausschüsse der Arbeitsgemeinschaft der Industrie- und Handelskammern in der Reichswirtschaftskammer und Beirat der Deutschen Gruppe der Internationalen Handelskammer. Ferner war er Mitglied von Beiräten der Bezirkswirtschaftskammern Düsseldorf und Köln und der Arbeitskammer Düsseldorf. Wachs war auch Ratsherr der Stadt Wuppertal und Arbeitsrichter beim Landesarbeitsgericht Düsseldorf. Mitglied der NSDAP war Wachs seit 1925, andere Quellen gehen von einem Eintritt im Jahre 1930 aus.
Nach der Überführung der Bergischen Industrie- und Handelskammer Wuppertal-Remscheid im März 1943 zur Gauwirtschaftskammer Düsseldorf wurde er zu deren Vizepräsidenten bestellt. 1945 wurde er von den Alliierten verhaftet, war u. a. in Wuppertal, Hemer und Eselheide interniert, wurde nach seinem Strafprozess letztendlich im Januar 1948 entlassen und im Sommer 1948 vor dem Entnazifizierungsausschuss in Wuppertal als „Mitläufer“ eingestuft.